# Testament Abrahama
Testament Abrahama – żydowski apokryf starotestamentowy o charakterze apokalipsy, powstały około roku 100 prawdopodobnie w środowisku egipskim. Dzieło spisano w języku greckim.
Treścią utworu jest wizja, jaką otrzymał od Boga przed śmiercią patriarcha Abraham. Podróżując wraz z archaniołem Michałem na ognistym wozie zwiedza ziemię, gdzie widzi popełniających grzeszne czyny ludzi. Na jego prośbę Bóg sprawia iż ziemia się rozstępuje i pochłania niegodziwców. Następnie zostaje zabrany do nieba, u bram którego są dwie ścieżki: dla sprawiedliwych i dla grzeszników. Sąd nad zmarłymi duszami sprawuje Abel; anioł Dokiel waży dusze ludzkie, zaś anioł Piruel poddaje je próbie ognia. Po powrocie na ziemię Abraham usiłuje się bronić przed odejściem ze świata, śmierć podstępem zabiera jednak jego duszę, uniesioną następnie przez aniołów do raju.
Apokryf zachował się w dwóch recenzjach: krótszej i dłuższej. Recenzja krótsza przepisywana była przez skrybów chrześcijańskich, co zaowocowało dodaniem do niej terminologii chrześcijańskiej. 